# Минак театар
Минак театар је позориште на отвореном, изграђено на стени изнад мора. Позориште је у Портчурну, 6,4 km од Корнволa, у Енглеској. Сезона траје сваке године од маја до септембра, а до 2012. позориште је посетило око 80.000 људи годишње, а више од 100.000 плаћа улаз за разгледање локације. Појавио се на списку најспектакуларнијих светских позоришта.

## Историја
Позориште је било идеја Ровенe Кејд, која се преселила у Корнвол након Првог светског рата, где је саградила кућу за себе и мајку на земљи у износу од 100 фунти. Њена сестра је била феминистичка дистопијска ауторка Кетрин Бурдекин и њен партнер је живео с њима од 1920-их.
Године 1929. локална сеоска група играча приредила је Шекспиров Сан летње ноћи на оближњој ливади у Kреану, понављајући представу следеће године. Одлучили су да ће њихова следећа представa бити Бура, а Кејд понудила је врт своје куће као погодно место, поред мора. Кејд и њен баштован Били Ролингс направили су терасу и седишта. Године 1932. Бура је постигла велики успех. Кејд је одлучила да побољша позориште, радећи током зимских месеци сваке године током свог живота (уз помоћ Били Ролингса) како би други могли да наступају сваког лета.
Године 1944. позориште је коришћено као локација за снимање филма Љубавна прича, студија Gainsborough Pictures, у којем глуме Стјуарт Грејнџер и Маргарет Локвуд, али лоше време их је натерало да снимају у студију. Године 1955. изграђене су прве свлачионице. Седамдесетих година позориштем је управљао Лоренс Шоув. Од 1976. позориште је регистровано као добротворни фонд, а сада га води локални менаџерски тим. Ровена Кејд умрла је 26. марта 1983. у 89. години.
Минак театар тренутно се користи од Ускрса до септембра током целе летње сезоне од двадесет представа, које су произвеле компаније из целе Велике Британије и гостујуће компаније из САД. Позориште је отворено за посетиоце током остатка године. Седамдесет пета годишњица Минaка прослављена је продукцијом Бура у августу 2007. године, у режији Сајмона Тејлора.